# Конетабль

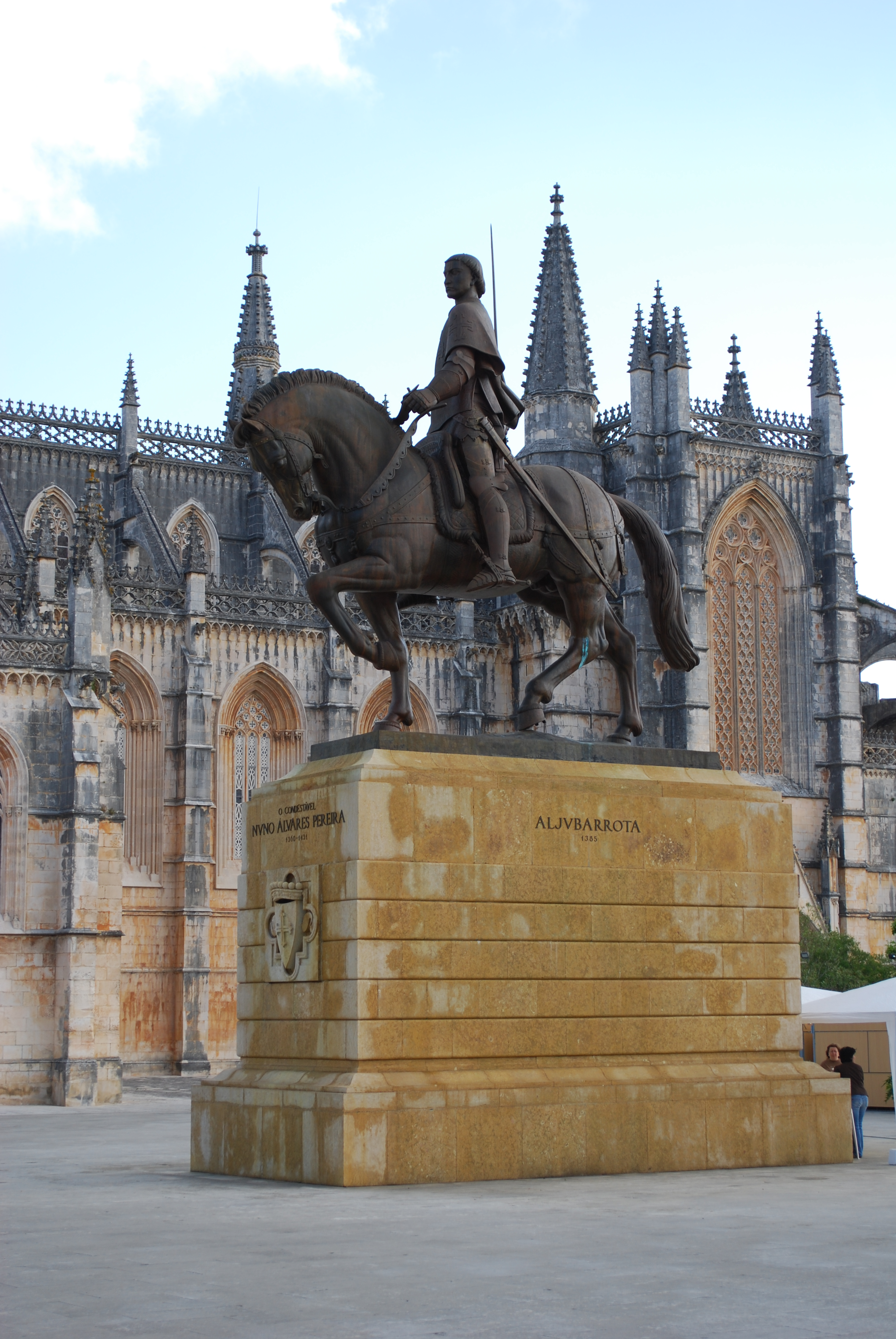
Нуну Перейра, «Святий конетабль». Пам'ятник перед Батальським монастирем.

Конета́бль (фр. connétable; від лат. comes stabuli, «начальник стайні, конюший») — командувач королівського війська у середньовіччі. Вища військова посада, придворний чин і титул у королівствах Франції, Англії, Кастилії, Португалії, Єрусалиму, Кіпру тощо. Під час війни був другою особою в державі. Командував збройними силами (насамперед, кіннотою), відповідав за їхній набір, здійснював судочинство у війську. Англійська назва — констебль.

## Історія
Назва посади походить зі Східної Римської імперії, від офіцерського чину, що завідував кіньми імператорського двору. Франки запозичили цей чин у візантійців. За часів Меровінгів й Каролінгів конюші-коннетаблі (лат. comes stabuli) відповідали за королівських коней, і мали у своєму підпорядкуванні маршалів (лат. marescallus). Згодом латинське comes stabuli трансформувалося у французьке connétable.
В ХІ столітті конетабль Франції став однією з 5-ти вищих державних посад королівства. Спочатку він мав незначні повноваження і командував лише кіннотою. Проте до XIV століття військові обов'язки конетабля зросли настільки, що він став верховним головнокомандувачем усього французького війська. Після зради конетабля Карла Бурбона в 1523 році, посада залишилася вакантною впродовж століття, а 1627 року взагалі була скасована. Її відновив лише Наполеон I, призначивши свого брата Луїса великим конетаблем. Остаточно чин було скасовано після реставрації Бурбонів.
У середньовічній Англії посада конетабля (констебля) була запроваджена за французьким зразком.

## За країною
- Конетабль Єрусалиму
- Конетабль Португалії
- Конетабль Франції